# Without Reservations
Without Reservations (en España, Sucedió en el tren) es una película estadounidense de 1946, del género comedia, dirigida por Mervyn LeRoy y protagonizada por Claudette Colbert y John Wayne.
El guion es una adaptación de Andrew Solt de la novela Thanks, God! I'll Take It From Here de Jane Allen y Mae Livingston.

## Sinopsis
Kit Madden es una novelista que viaja en tren a Hollywood para colaborar en una película que se basa en su nuevo libro 'Aquí está el mañana'. Durante el trayecto conoce al marine Rusty Thomas, un caballero que discutirá con ella diversos aspectos del libro, mostrando su desacuerdo en algunos puntos sin saber que está hablando con la autora.

## Reparto
- Claudette Colbert: Christopher 'Kit' Madden
- John Wayne: Rusty Thomas
- Don DeFore: Teniente Dink Watson
- Anne Triola: Consuela 'Connie' Callaghan
- Phil Brown: El soldado
- Frank Puglia: Ortega
- Thurston Hall: Henry Baldwin
- Dona Drake: Dolores Ortega
- José Alvarado: El niño mexicano
- Charles Arnt: Vendedor
- Louella Parsons: Ella misma
- Frank Wilcox: Jack
- Raymond Burr: como él mismo
- Cary Grant: como él mismo